# Parque Saker
El Parque Saker (hebreo: גן סאקר) es el parque público más grande de la ciudad de Jerusalén, Israel, ubicado en el centro de la ciudad, entre los barrios de Kiryat Wolfson, Najlaot y contiguo al Complejo Gubernamental del Israel.
El parque fue inaugurado en 1963, y debe su nombre a Harry Sacher, una figura significativa en la Organización Sionista Mundial. El parque fue diseñado por el urbanista Yahalom Tzur.